# I Minipin
I Minipin è un romanzo di Roald Dahl con illustrazioni di Patrick Benson, pubblicato postumo nel 1991 e ultima opera letteraria di Dahl.

## Sinossi
Al piccolo Bill vengono proibite molte cose dalla madre, tra cui entrare nella Foresta del Peccato che si trova dietro casa. Per convincerlo a non entrare nella foresta, la mamma gli racconta che è abitato da bestie feroci e sanguinarie come i Policorni, gli Sfarabocchi, i Cnidi Vermicolosi (già citati ne La fabbrica di cioccolato e Il grande ascensore di cristallo) e dal peggiore di tutti: il terribile Sputacchione Succiasangue Tritadenti Sparasassi, che insegue le sue prede mentre nuvole di fumo rosso caldo gli escono dal naso, per poi inghiottirle in un solo boccone.
Credendo che siano tutte invenzioni della madre, Bill un giorno decide di entrare nella foresta ma, poco dopo il suo ingresso, si accorge di esser inseguito da quello che crede essere lo Sputacchione e si rifugia su un albero che scopre esser abitato dai Minipin, delle minuscole creature che abitano nei tronchi e nei rami cavi degli alberi.
Il leader dei Minipin, Dan Mini, spiega a Bill come si svolge la loro vita sopra gli alberi da cui non possono scendere per non essere divorati dallo Sgranocchione Vomitafuoco. L’unico modo per liberarsi della bestia è di farlo cadere nell’acqua per spegnere il fuoco e, dopo aver scoperto la stretta amicizia tra i Minipin e gli uccelli, Bill escogita un piano con cui riesce a liberare la foresta dallo Sgranocchione Vomitafuoco.
Grati a Bill per aver liberato la foresta, i Minipin lo ricompensano inviandogli ogni notte un cigno perché lo porti sulla sua groppa a visitare luoghi meravigliosi.